# Лебедєв Олександр Георгійович (футболіст)
Олександр Георгійович Лебедєв (біл. Аляксандр Георгіевіч Лебедзеў; нар. 14 квітня 1985, Зажевичі, Солігорський р-н, Мінська область, Білоруська РСР) — білоруський футболіст, нападник. Пожиттєво дискваліфікований за підготовку та участь у договірних матчах.

## Клубна кар'єра
Вихованець солігорської ДЮСШ, де його першим тренером був Леонід Миколайович Василенко. Професіональну кар'єру розпочав 2003 року в борисовському БАТЕ, у тому сезоні зіграв 1 матч за основний склад та 30 матчів за дубль, в яких забив 16 м'ячів. У наступному сезоні зіграв уже 13 матчів в основі, але й за дубль продовжив виступи, зіграв 18 матчів, в яких відзначився 4-ма голами. У 2005 році закріпився в основному складі, за який провів у сезоні 24 матчі та відзначився 5 м'ячами у воротах суперників, окрім цього, провів 1 поєдинок за дубль та відзначився ньому голом. У 2006 році зіграв 22 матчі та забив 7 м'ячів за основний склад й, окрім цього, провів 5 матчів за дубль, в яких відзначився 2 голами. Усього за час виступів у БАТЕ провів 60 матчів, відзначився 12 м'ячами та став разом із командою один раз чемпіоном Білорусі, двічі віце-чемпіоном країни, один раз володарем та один раз фіналістом Кубку Білорусі.
У січні 2007 року перейшов до «Кубані», з якою підписав трирічний контракт, сума трансферу становила 130 тисяч євро. У складі «Кубані» дебютував 9 червня 2007 року, вийшовши на заміну Шамілю Асільдарову на 46-ій хвилині матчу 12-го туру проти самарських «Крил». Усього провів у тому сезоні за «Кубань» 4 матчі у Прем'єр-лізі та 21 матч за дублюючий склад клубу, в яких забив 6 м'ячів. На початку 2008 року брав участь у передсезонних зборах «Кубані», проте потім перейшов на права оренди до кінця сезону в мінське «Динамо».
У сезоні 2008 року провів у складі «Динамо» 30 матчів у чемпіонаті, в яких забив 9 м'ячів і віддав 4 гольові передачі, 6 матчів у Кубку, в яких відзначився 1 голом та 2 матчі за дублюючий склад. У складі команди став віце-чемпіоном Білорусі того сезону. У березні 2009 року, після розірвання за згодою контракту з «Кубанню», Олександр підписав з «Динамо» повноцінну трирічну угоду. У сезоні 2009 року команда повторила минулорічний успіх, проте сам Лебедєв через отриману на тренуванні травму — надрив переднього м'яза стегна — втратив місце в основному складі команди, всього провів 10 матчів у чемпіонаті, в яких відзначився 1 голом та віддав 1 гольову передачу, 2 матчі у Кубку країни, в яких відзначився одним гольовим пасом, та 4 матчі у кваліфікаційних раундах розіграшу Ліги Європи, в якому «Динамо» не змогло подолати 2-ий кваліфікаційний раунд.
На початку 2010 року поповнив лави бобруйскої «Білшини». Пізніше виступав за берестейське «Динамо» та солігорський «Шахтар».
У першій половині 2012 року грав за «Городею». У серпні 2012 року перейшов до «Відзева». В Екстраклясі дебютував 16 вересня в переможному поєдинку проти Заглембє (Любін) Незабаром отримав травму, тому зігравши лише три матчі в польському чемпіонаті. Наприкінці 2012 року залишив команду. У першій половині 2013 року залишався без команди, пізніше повернувся до «Городею».
У серпні 2014 року підписав контракт із «Іслоччю». Наступного року допоміг виграти Першу лігу. У серпні 2016 року звільнений із клубу за участь у договірних матчах.
У жовтні 2017 року за результатами справи про контрактні матчі його оштрафували на 18,4 тисячі рублів. У 2018 році довічно дискваліфікований комітетом контрольно-дисциплінарним та з етичних питань Асоціації «Білоруська федерація футболу» без права реабілітації за підготовку та участь у договірних матчах. Після відходу з «Іслочі» почав працювати дитячим тренером.

## Кар'єра в збірній
Виступав за молодіжну збірну Білорусі.

## Досягнення
БАТЕ
- Білоруська футбольна вища ліга
  -  Чемпіон (1): 2006
  -  Срібний призер (2): 2003, 2004

- Кубок Білорусі
  -  Володар (1): 2005/06
  -  Фіналіст (1): 2004/05

«Динамо» (Мінськ)
- Білоруська футбольна вища ліга
  -  Срібний призер (3): 2008, 2009, 2011